# Lulu Sun
Lulu Sun (născută Lulu Radovcic; n. 14 aprilie 2001, Te Anau, Southland Region⁠(d), Noua Zeelandă) este o jucătoare profesionistă de tenis din Noua Zeelandă și Elveția. Cea mai bună clasare a carierei la simplu în clasamentul WTA, este locul 41 mondial, în august 2024, iar la dublu, locul 216 mondial, în iulie 2024.